# Ametrus crassipes
Ametrus crassipes är en insektsart som först beskrevs av Johann Gottlieb Otto Tepper 1892.  Ametrus crassipes ingår i släktet Ametrus och familjen Gryllacrididae. Inga underarter finns listade i Catalogue of Life.